# Región de Barima-Guainí
Barima-Guainí (Región 1, en inglés: Barima-Waini) es una subdivisión administrada por Guyana, situada en la zona de la Guayana Esequiba, territorio reclamado por Venezuela. Barima-Guainí tiene tres subregiones: Mabaruma, Matakai y Moruca. Según el censo de 2012, tiene una población de 27.042 habitantes.
Debe su nombre al río Barima y al río Guainí, que lo atraviesan. Desde el punto de vista de la delimitación guyanesa, limita al norte con el océano Atlántico, al este con la región de Pomerón-Supenaam, al sur con la región de Cuyuní-Mazaruní y al oeste con Venezuela. Su capital es Mabaruma. Otras ciudades de importancia son: Santa Rosa, Port Kaituma, Matthew's Ridge, Morajuana, Towakaima, Koriabo, Hosororo, Arakaka y Moruca.
Hasta la constitución de 1980, con la que recibió su actual estatuto, se conocía como el Distrito del Noroeste.

## Etimología
La región lleva el nombre de dos ríos que fluyen a través de la región: el río Barima y el río Guainí.

## Historia
Mabaruma se convirtió en el centro administrativo cuando se decidió que el antiguo centro, Morawhanna, era demasiado susceptible a las inundaciones.

## Subdivisión del territorio
Comprende 2 consejos vecinales democráticos (en inglés: neighbourhood democratic councils - NDC) y tres áreas no clasificadas.
| Tipo de subdivisión         | Nombre                                         | Código estadístico | Localidad sede |
| --------------------------- | ---------------------------------------------- | ------------------ | -------------- |
| Consejo vecinal democrático | Mabaruma/Kumaka/Hosororo                       | 101                | Mabaruma       |
| Consejo vecinal democrático | Matthew's Ridge/Arakaka (Matakai)/Port Kaituma | 102                | Port Kaituma   |
| Área no clasificada         | Barima/Amakura                                 | 103                | -              |
| Área no clasificada         | Waini                                          | 104                | -              |
| Área no clasificada         | Resto de la Región 1                           | 105                | -              |

## Galería

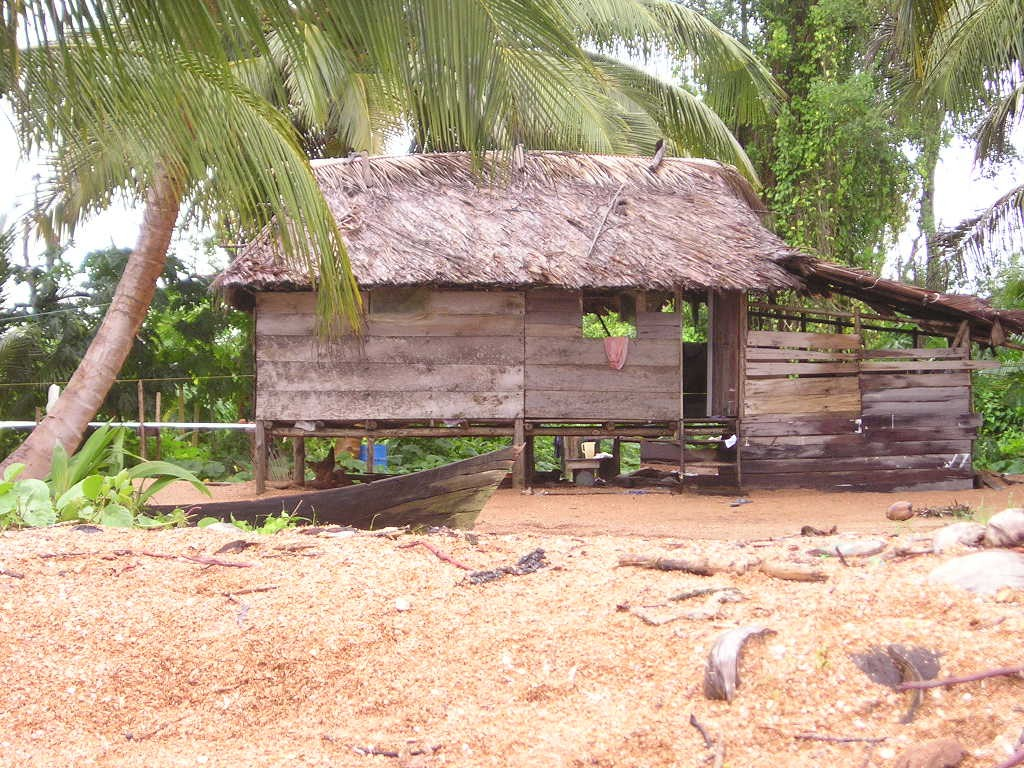
Casa de playa en Mabaruma
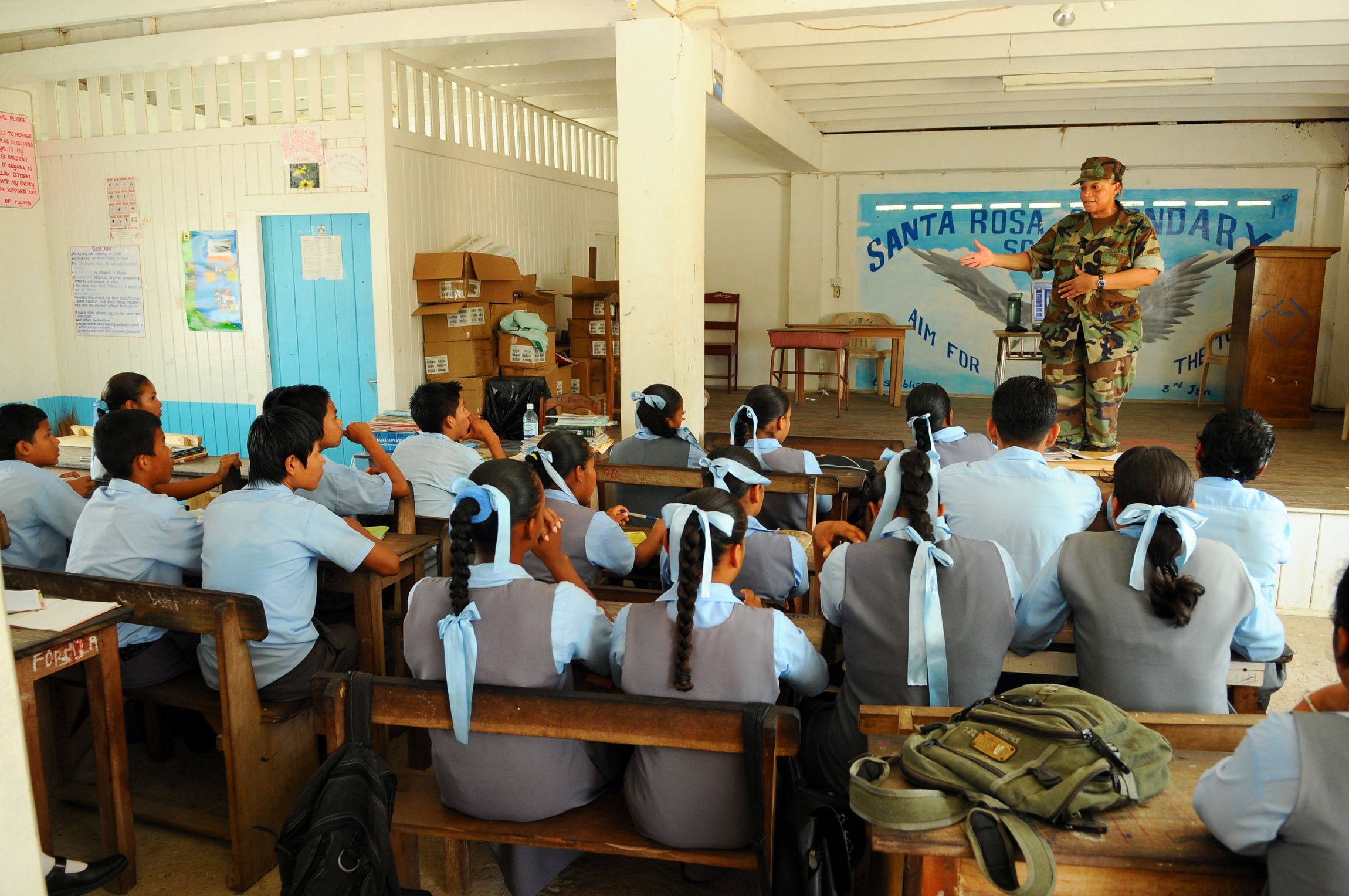
Escuela Secundaria de Santa Rosa
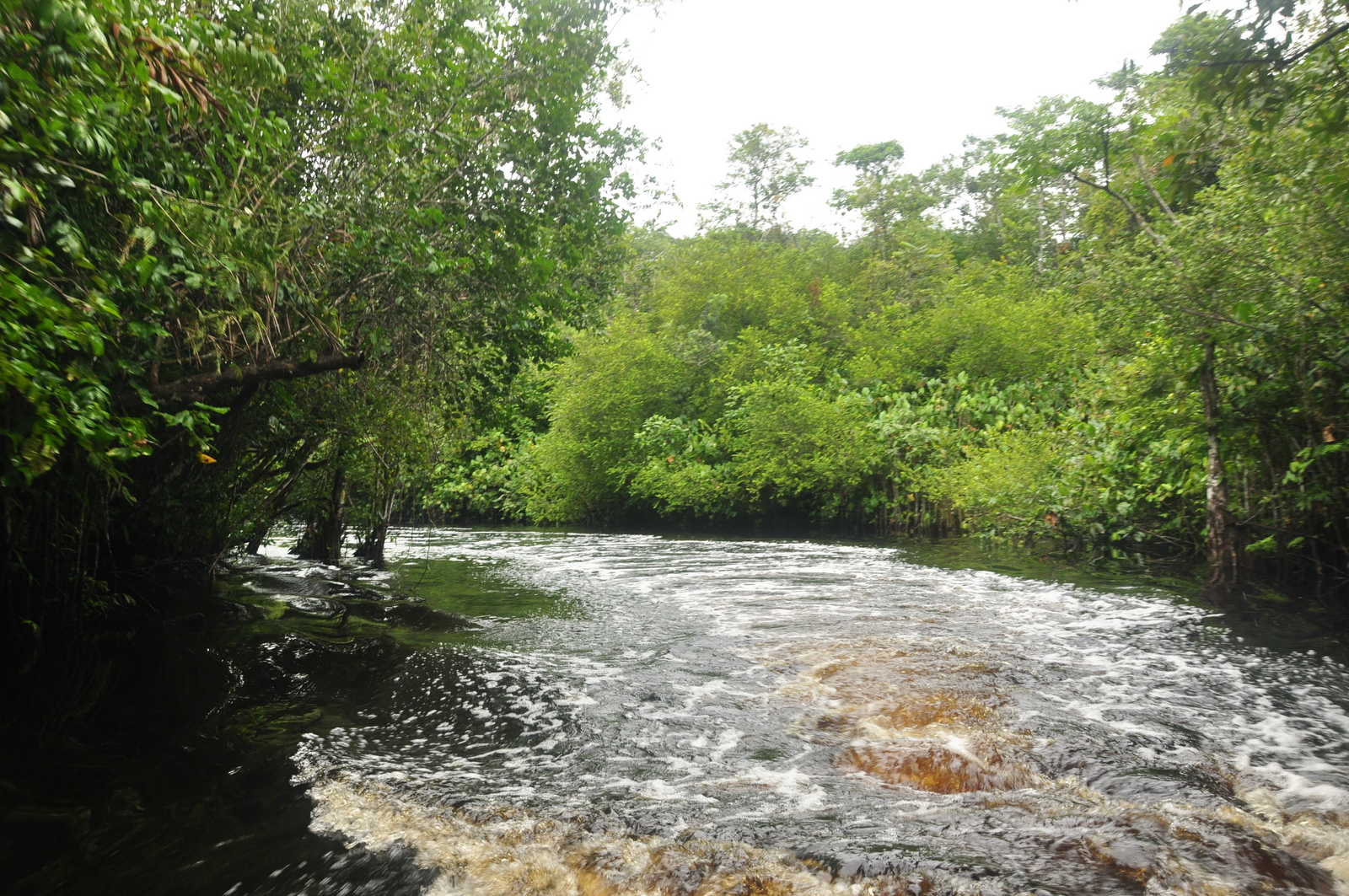
Río Baramani
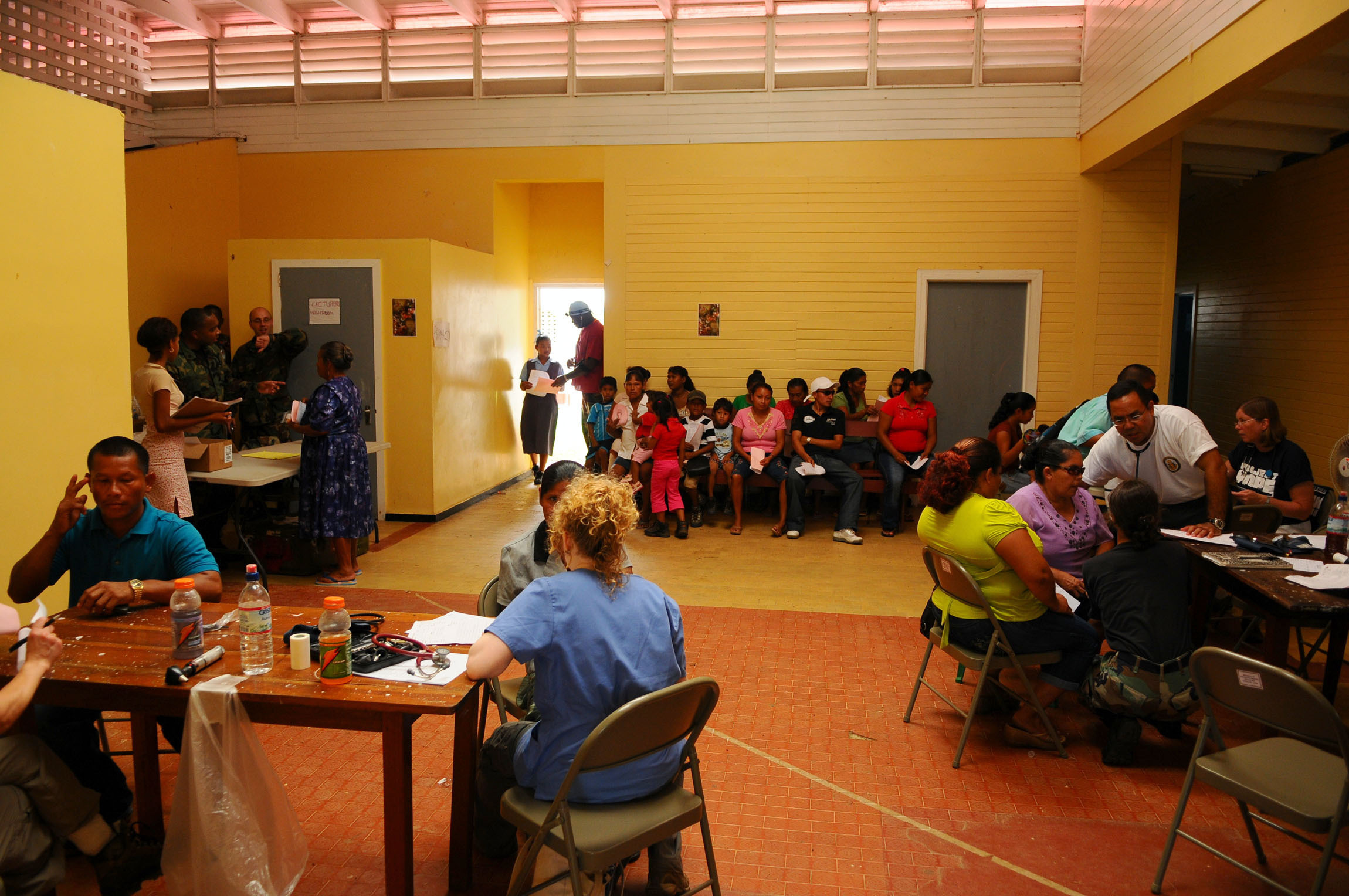
Hospital Distrital de Kumaka

## Localidades
- Baramita
- Colina Kwamtta
- Kwebanna
- Asakata